# Ælfwald II.

England zur Zeit Ælfwalds

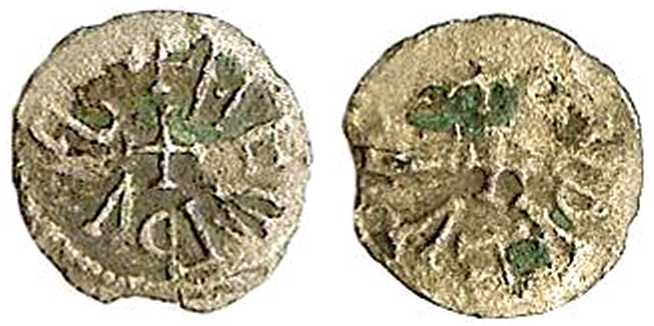
Ælfwald ließ diese Münze vom Münzmeister Cuthheard in York prägen

Ælfwald II. (auch Elfvaldus; † 808?) war wahrscheinlich von 806 bis 808 König des angelsächsischen Königreiches Northumbria.

## Leben
Ælfwalds Herkunft ist unbekannt. Im Jahr 806, nach anderen Quellen möglicherweise erst 808, wurde König Eardwulf (796-806? und 808?-810/830) aus Northumbria vertrieben. Möglicherweise zog hier König Cenwulf (796–821) von Mercia im Hintergrund die Fäden. Ælfwald II., über den fast nichts bekannt ist, usurpierte den Thron. Eardwulf floh nach Nijmegen an den Hof Karls des Großen (768–814), mit dem er eine Allianz schloss. Er fuhr im Jahre 808 nach Rom, um sich die Unterstützung des Papstes Leo III. (795–816) zu sichern.
Zeitgenössische Texte zu Ælfwald existieren nicht, doch blieben einige in seiner Regierungszeit geprägte stycas (Silbermünzen mit sehr geringem Feingehalt) erhalten. Erst bei den Chronisten Symeon von Durham (frühes 12. Jahrhunderts) und Roger von Wendover (frühes 13. Jahrhunderts) fand Ælfwald eine kurze namentliche Erwähnung.
Ælfwald regierte zwei Jahre lang, bis Eardwulf wohl im Jahr 808 in Begleitung des Diakons Aldulfus und der Äbte Hruotfridus und Nantharius nach Northumbria zurückkehrte. Eardwulf gelangte durch die Intervention der fränkischen Gesandten wieder auf den Thron. Seine zweite Amtszeit ist nur sehr unsicher belegt. Die Königsliste dieses Jahrhunderts ist äußerst unklar und so könnte auch Eanred, der Sohn Eardwulfs, Ælfwalds Nachfolger gewesen sein. Andere Historiker, wie z. B. Simon Keynes halten eine zweite Amtszeit für möglich, während insbesondere Kirby und Rollason davon ausgehen, dass Eardwulf tatsächlich ein zweites Mal als König von Northumbria regierte.